# 艾瓦佐夫斯基國家美術館
艾瓦佐夫斯基國家美術館是一個國家級的藝術博物館。

## 历史
位於克里米亞费奥多西亚，第一個展覽屬於私人展覽性質，在伊凡·康斯坦丁诺维奇·艾瓦佐夫斯基自己的私宅中舉行，開始年份為1845年，一開始只有49幅畫。到了1880年才有一個額外的展廳，也是俄羅斯帝國第三座博物館，為冬宫博物馆和特列季亚科夫画廊之後。艾瓦佐夫斯基死於1900年，之後根據其遺囑將所有權轉移給這個城市。
1920年底，建築物被对1920年底，房屋被全俄肅清反革命及怠工非常委員會的費奧多西亞部門占用，有許多畫作在這個時候被破壞。
到了1922年，艾瓦佐夫斯基國家美術館成為蘇聯州立的博物館，收藏品包括約12000個航海主題作品，也是伊凡·康斯坦丁诺维奇·艾瓦佐夫斯基繪畫的最大展覽處，多達417幅畫。除此之外，畫廊也介紹艾瓦佐夫斯基的家族歷史與過去的畫廊。另一棟藝術家姐姐的房子有展出神話和聖經繪畫、18世紀到19世紀的外國海洋繪畫，以及克里米亞繪畫學校的一些作品，包括馬克西米利安·沃洛申、列夫·拉古里奧、康斯坦丁·博加維斯基、米哈伊爾·來特利、阿道夫·費斯勒和阿克希普·庫祖。

## 畫廊

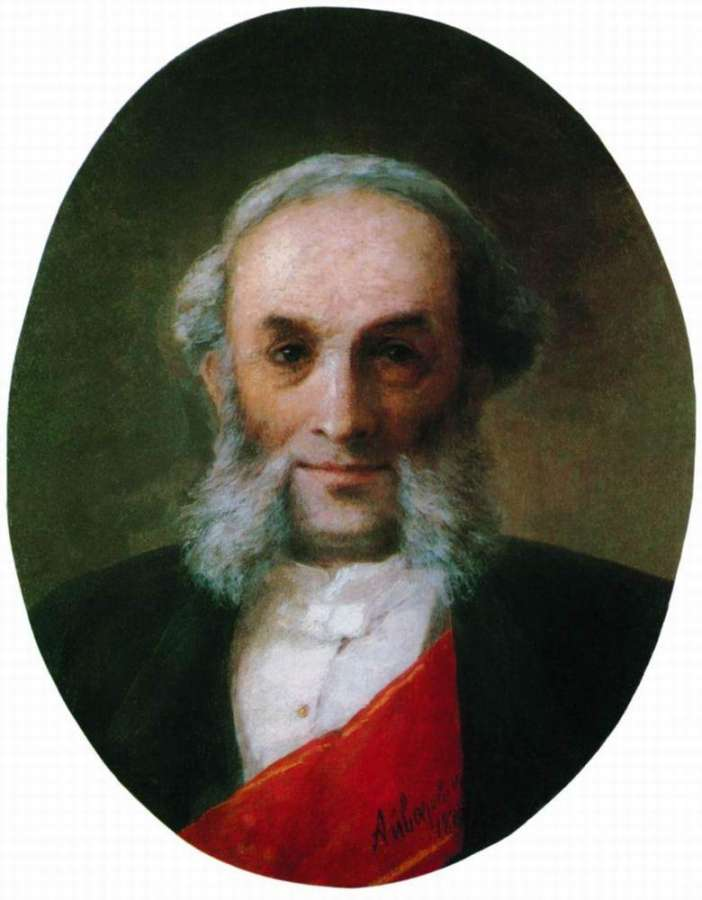
伊凡·康斯坦丁諾維奇·艾瓦佐夫斯基自畫像，1881年
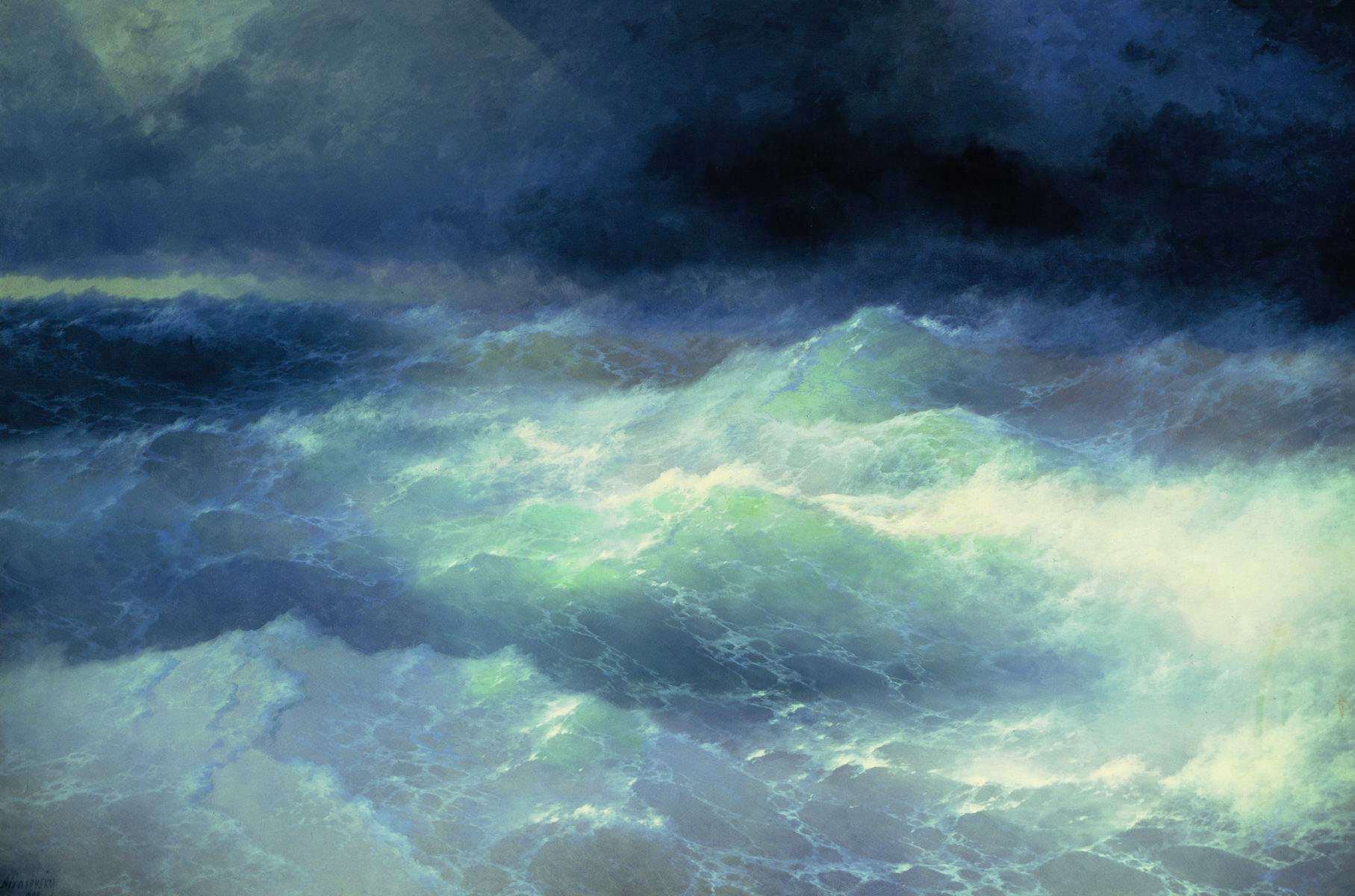
在波浪之中, 1898年
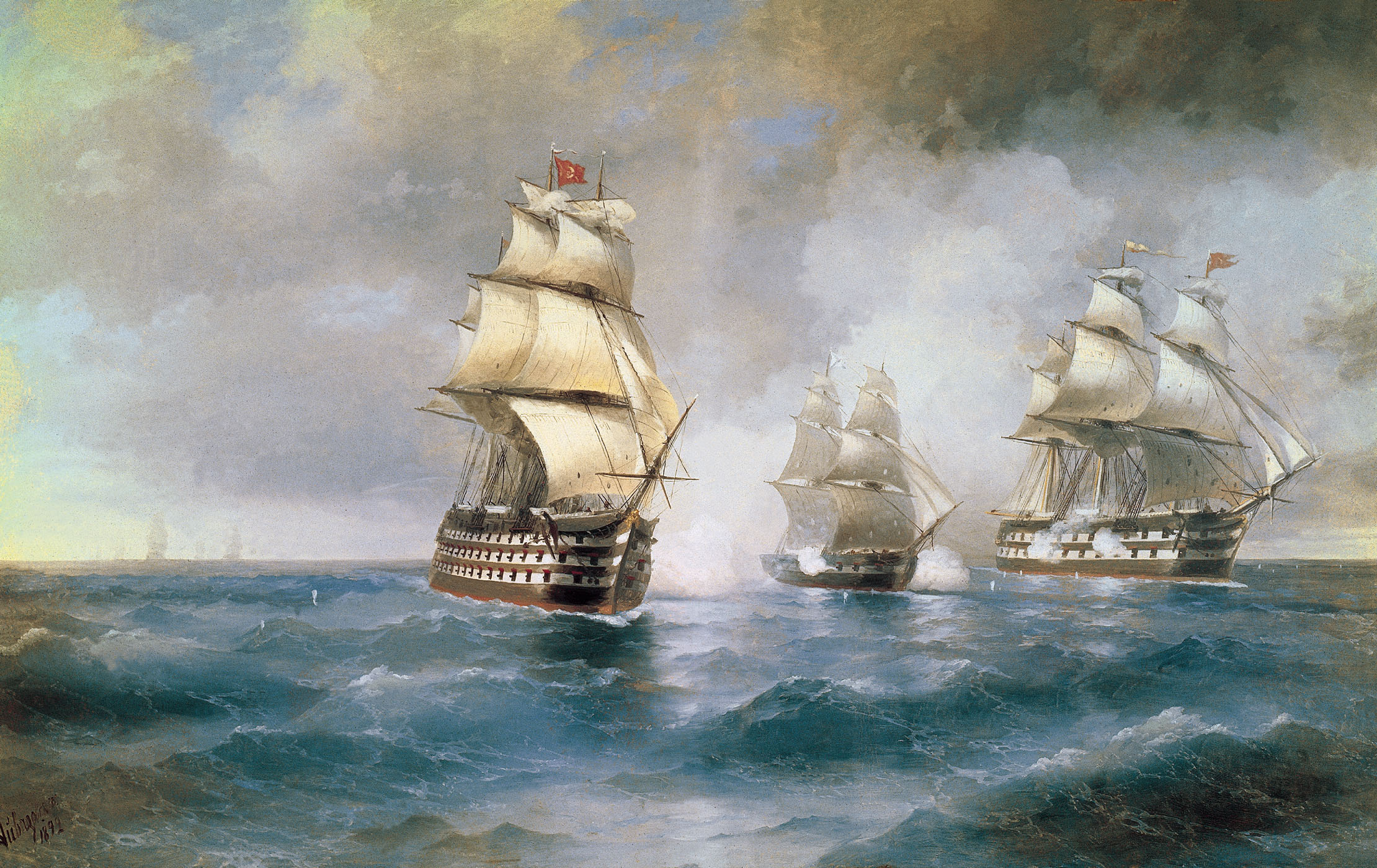
布里格“水星”被兩艘土耳其船隻襲擊, 1892年
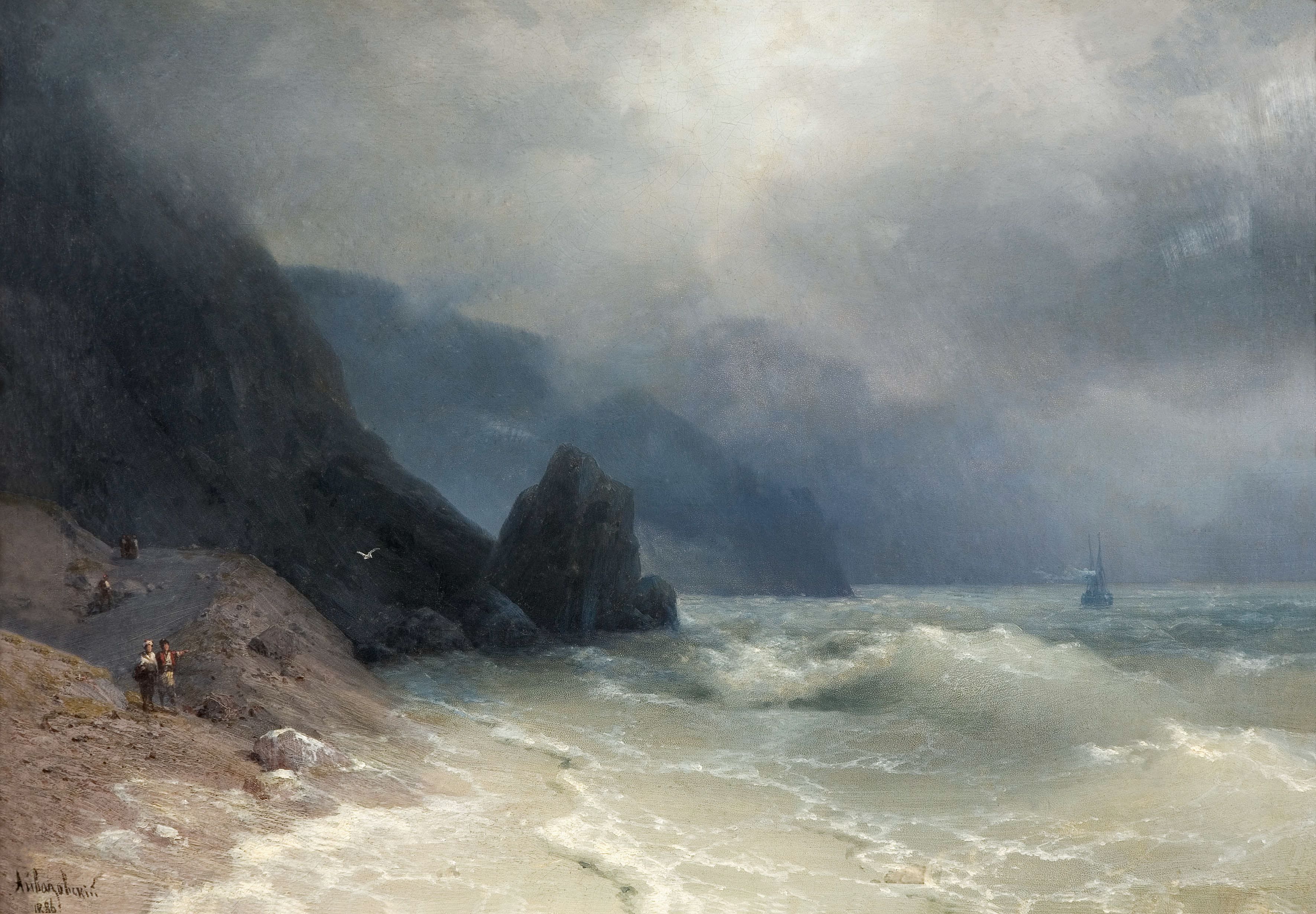
沿海, 1868年
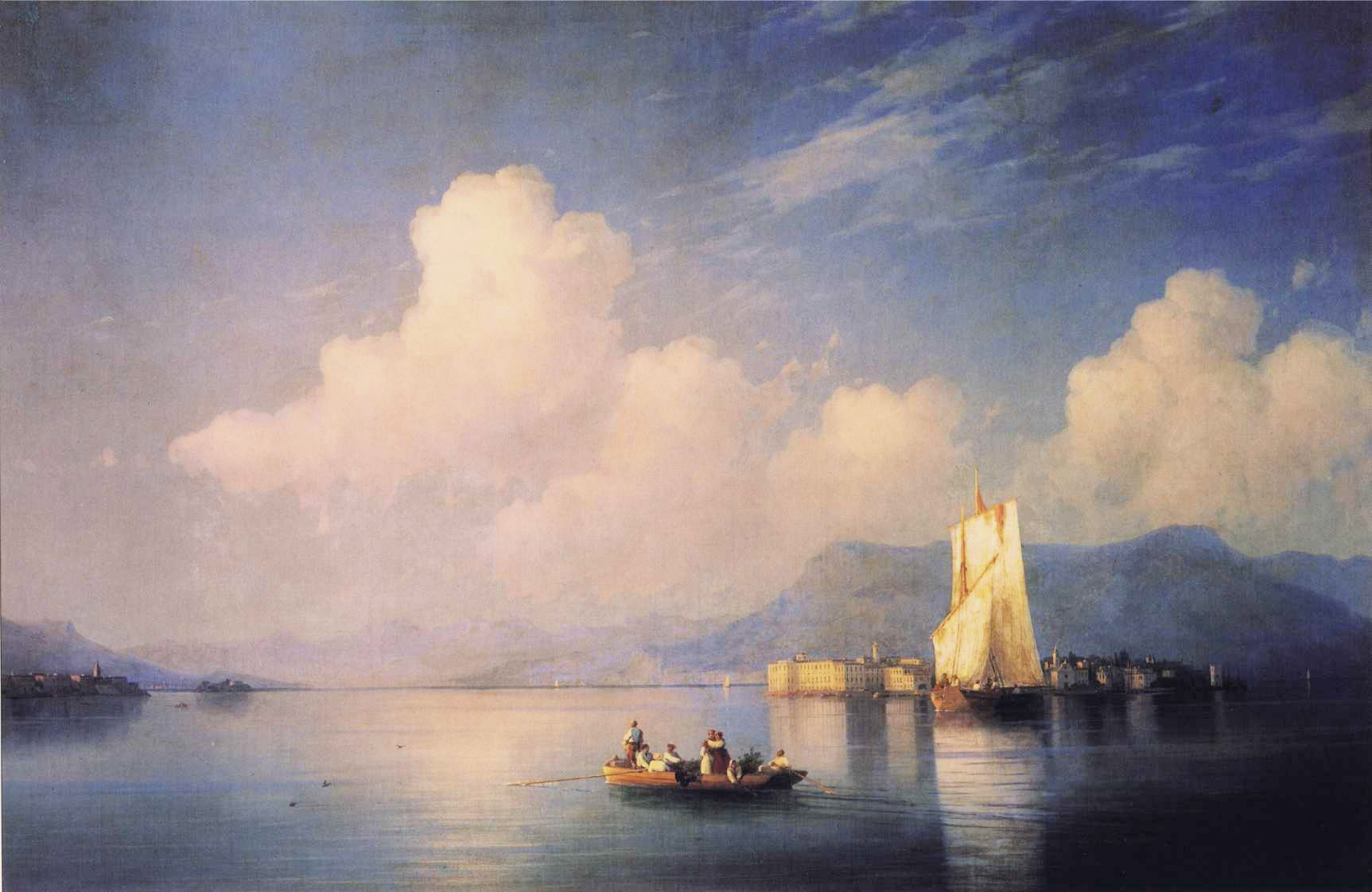
義大利風景，1858年
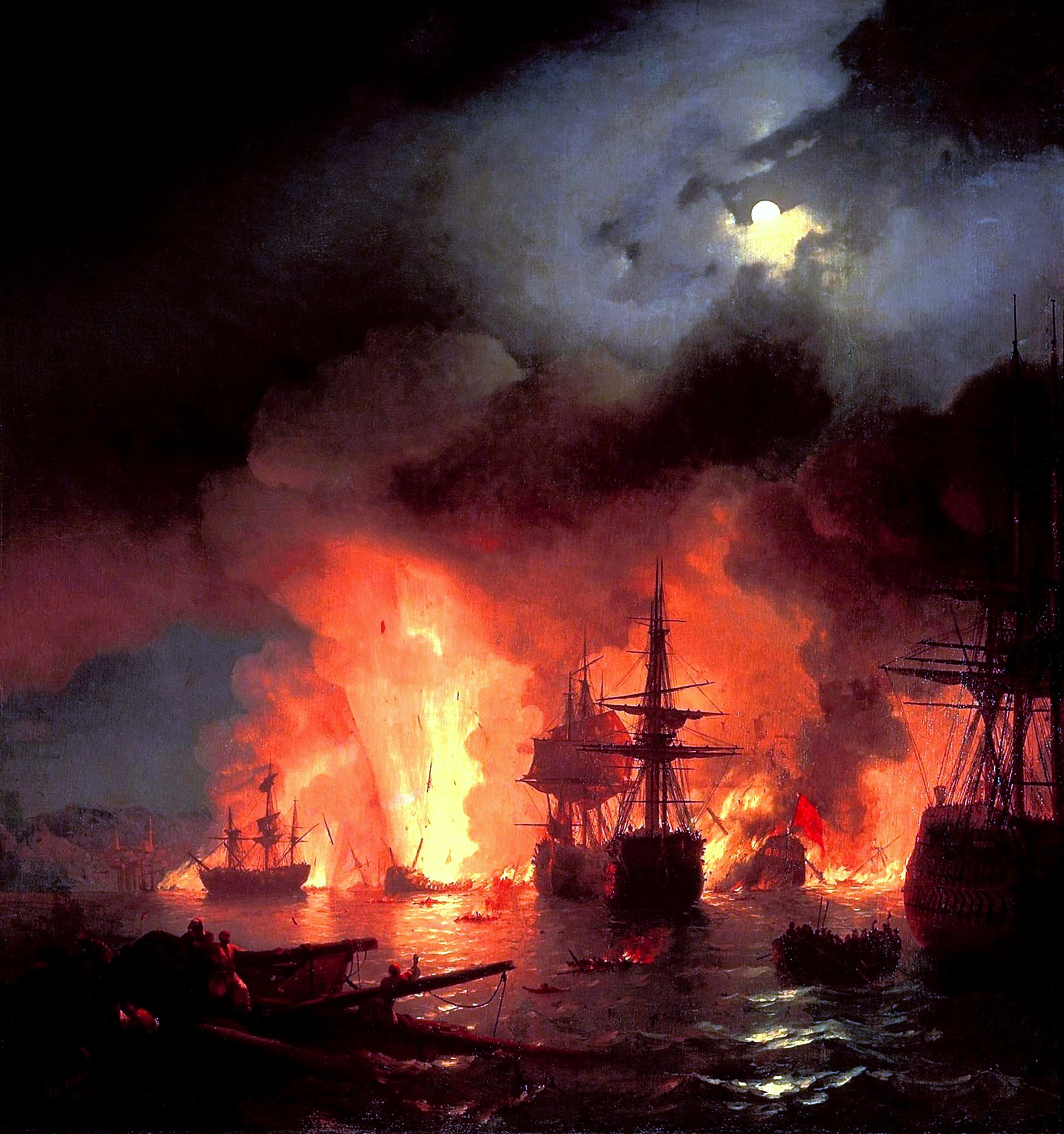
切什梅之戰，1848年